# Rayhana
Rayhana bint Zayd ibn Amr (en árabe: ريحانة بنت زيد بن عمرو) fue una mujer judía de la tribu Banu Qurayza, esclava y luego concubina del profeta Mahoma.

## Biografía
Rayhana era originaria de la tribu Banu Nadir pero se casó con un hombre de la tribu Banu Qurayza. Después que los Banu Qurayza fueran derrotados por el ejército de Mahoma, Rayhana fue esclavizada, mientras que los hombres fueron ejecutados por traición.
Según Ibn Ishaq, Mahoma la tomó como esclava y le ofreció la condición de ser su esposa si ella aceptaba el islam, pero se negó. Según su relato, aunque Rayhana más tarde se convirtió al islam, murió como una esclava. Según Marco Schöler Rayhana o bien se convirtió en concubina del Profeta, o bien, se casó con él y más tarde se divorció.
Ibn Sa'ad escribe y cita a Wadiqi, diciendo que estaba manumitida y que más tarde se casó con Mahoma. La pareja se reconcilió más tarde. Rayhana murió joven, después del primer Haŷŷ de La Meca y fue enterrada en el cementerio de Jannat al-Baqi.
En otra versión, muy poco verosímil pues su tribu había sido exterminada, Hafiz ibn Mandi escribe que Mahoma liberó a Rayhana y que esta se fue a vivir con su gente.
No se sabe mucho acerca de Rayhana, murió un año antes que Mahoma.